# Georg von Brauchitsch

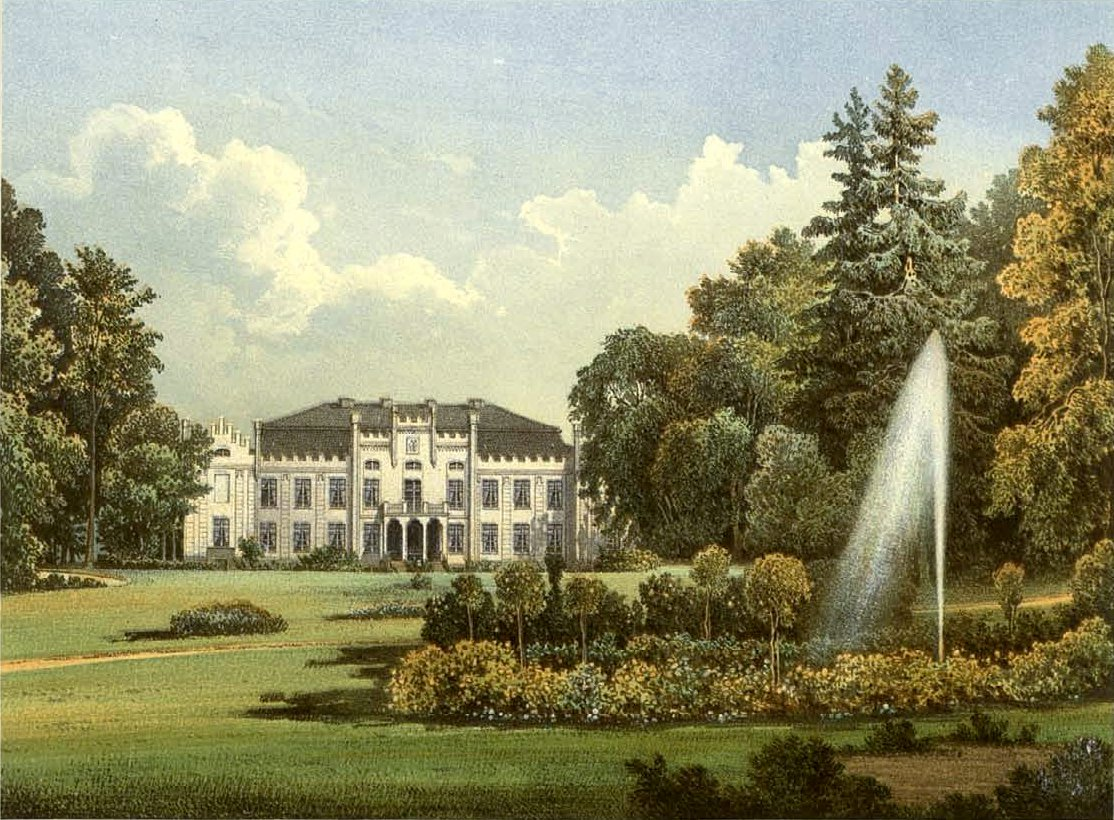
Rittergut Klein Katz um 1860, der Geburtsort von Georg von Brauchitsch (Gemälde der Sammlung Alexander Duncker)

Georg von Brauchitsch (* 25. März 1885 auf dem Rittergut Klein Katz bei Danzig; † 8. Januar 1940 in Bielefeld) war ein deutscher Klassischer Archäologe.

## Leben und Wirken
Seine Eltern waren Karl Hugo Wilhelm von Brauchitsch (* 25. September 1851; † 7. August 1893) und dessen Ehefrau Franziska Klara von Tiedemann-Brandis (* 26. Dezember 1864; † 4. November 1920). Der General Karl von Brauchitsch (1780–1858) war sein Urgroßvater.
Nach dem Abitur am Gymnasium in Danzig 1902 und dem Studium der Klassischen Archäologie in Berlin, München und Jena wurde er bei Botho Graef in Jena am 30. April 1909 promoviert. Sein Buch zu den panathenäischen Preisamphoren war die erste Monographie zu dieser Gattung der attischen Vasenmalerei. 1909 grub er in Großromstedt. Seit seiner Studienzeit war er mit dem Schriftsteller Otto von Taube befreundet.
Georg von Brauchitsch verstarb 1940 im Alter von 54 Jahren. 

## Veröffentlichungen
- Die panathenäischen Preisamphoren, Teubner, Leipzig 1910 .